# Pénétrante des Annassers
La Pénétrante des Annassers est une infrastructure de type autoroutier, ayant la configuration 2 × 2 voies, reliant les rocades nord et sud d'Alger au niveau des communes d'Hussein Dey et Kouba.

## Description
Il s'agit d'une route qui monte à travers un talweg entre le plateau des Annassers et celui de Kouba avec un dénivelé de 115 mètres.

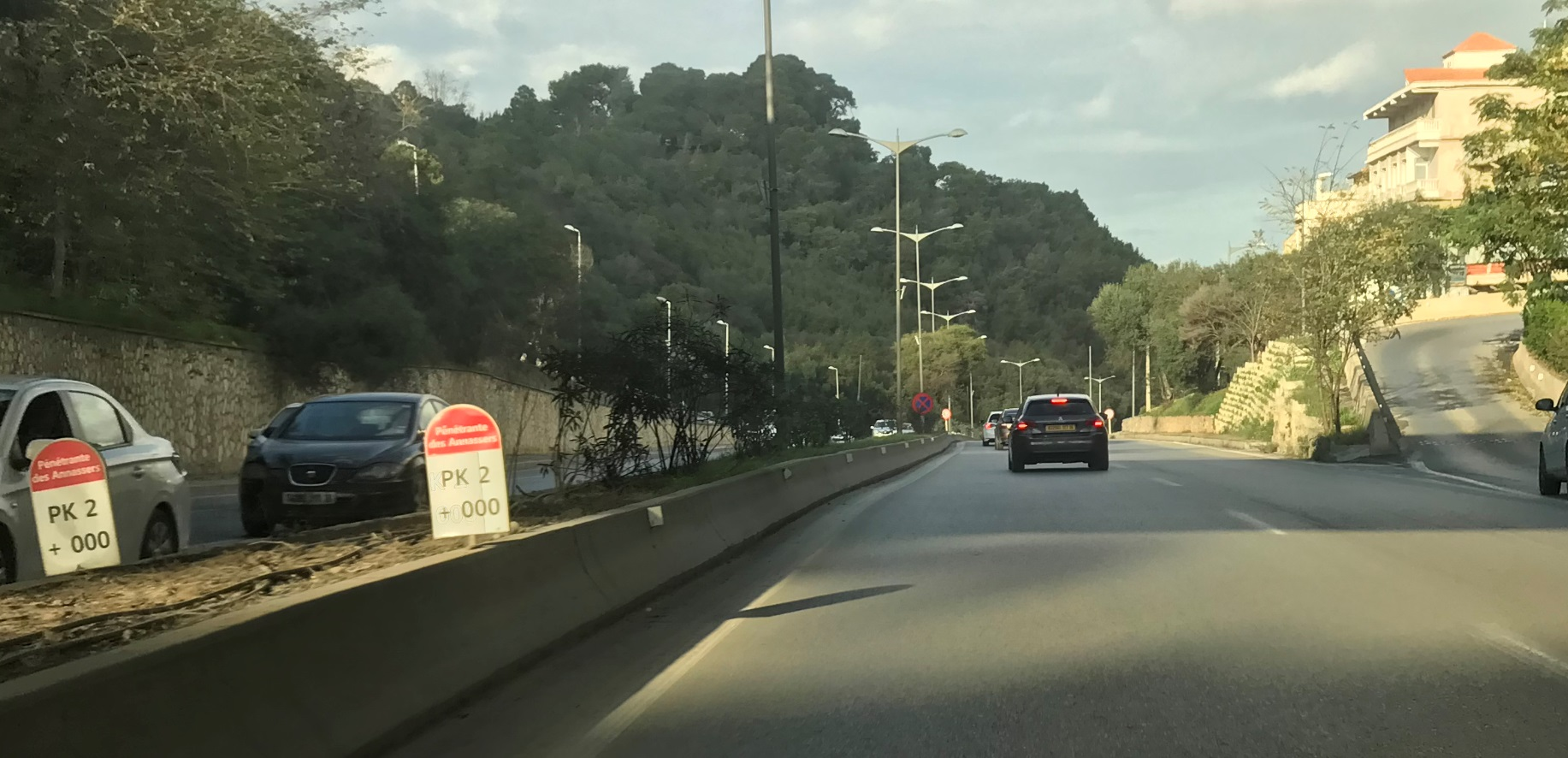
PK 2.00 près de Kouba

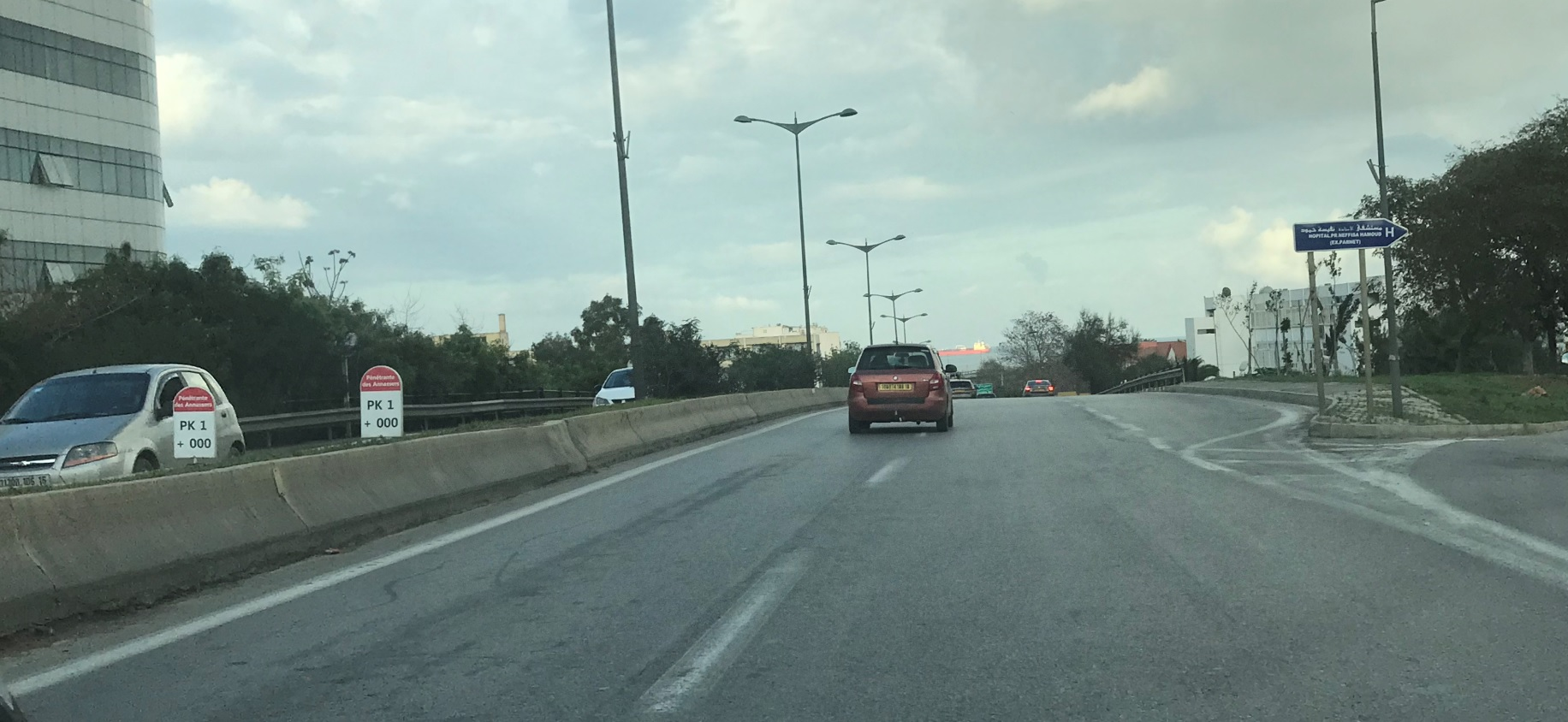
LPK 1.00 près d'Hussein Dey

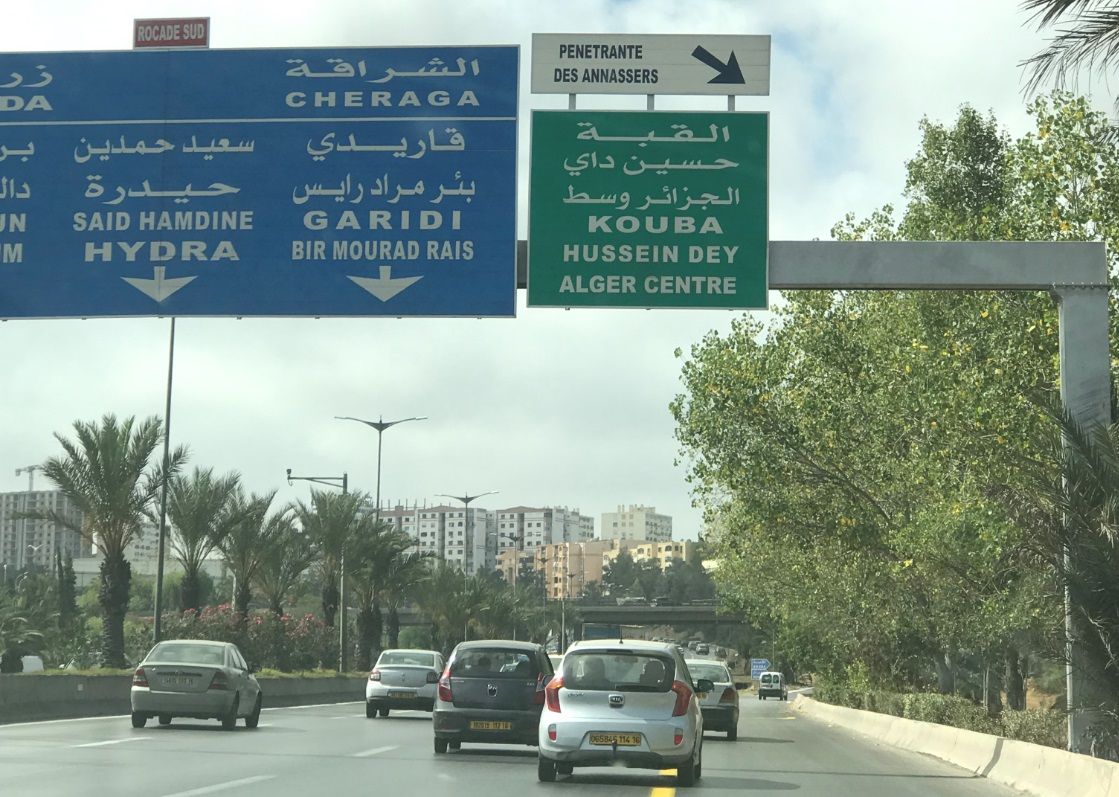
Accès à la pénétrante depuis la Rocade Sud

## Historique
La pénétrante des Annassers a été construite en plusieurs étapes entre les années 1960 et 1990. La première partie ouverte était une simple route située entre le Ruisseau et le nouveau quartier du plateau des Annassers au début des années 1960. Le tracés entier a été réalisé à la fin des années 1980 pour relier les deux nouvelles rocades d'Alger. Il faut attendre les années 1990 pour qu'elle soit entièrement configurée comme une route à caractère autoroutier.

## Parcours
- Échangeur entre rocade nord d'Alger et Pénétrante des Annassers (km 0)
- : Quartier desservi Ruisseau (km 0,7)
- : Ville desservie Hussein Dey (km 1,1)
- : Ville desservie Kouba (km 1,7)
- : Quartier desservi Les Annassers (km 2,6)
- : Quartier desservi Garidi (km 3,4)
- Échangeur entre Pénétrante des Annassers et Rocade sud d'Alger (km 4,6)